# Comuna Ragunda
Ragunda (Ragunda kommun) este o comună din comitatul Jämtlands län, Suedia, cu o populație de 5.458 locuitori (2013).

## Geografie

### Zone urbane
Lista celor mai mari zone urbane din comună (anul 2015) conform Biroului Central de Statistică al Suediei:
| Nr | Zona urbană       | Pop.  |
| -- | ----------------- | ----- |
| 1  | Hammarstrand      | 1.116 |
| 2  | Stugun            | 599   |
| 3  | Västra Bispgården | 496   |
| 4  | Östra Bispgården  | 249   |

## Demografie
| \| Evoluția demografică în comuna Ragunda, 1970–2015 \| Evoluția demografică în comuna Ragunda, 1970–2015 \| Evoluția demografică în comuna Ragunda, 1970–2015 \| Evoluția demografică în comuna Ragunda, 1970–2015 \| Evoluția demografică în comuna Ragunda, 1970–2015 \| \| ----------------------------------------------------------------------------------------------------- \| ------------------------------------------------- \| ------------------------------------------------- \| ------------------------------------------------- \| ------------------------------------------------- \| \| An \| \| \| Locuitori \| \| \| 1970 \| 1970 \| \| 8473 \| 8473 \| \| 1975 \| 1975 \| \| 7826 \| 7826 \| \| 1980 \| 1980 \| \| 7571 \| 7571 \| \| 1985 \| 1985 \| \| 7336 \| 7336 \| \| 1990 \| 1990 \| \| 7078 \| 7078 \| \| 1995 \| 1995 \| \| 6748 \| 6748 \| \| 2000 \| 2000 \| \| 6313 \| 6313 \| \| 2005 \| 2005 \| \| 5796 \| 5796 \| \| 2010 \| 2010 \| \| 5590 \| 5590 \| \| 2015 \| 2015 \| \| 5387 \| 5387 \| \| Sursa: SCB - Statistika Centralbyrån, Folkmängd efter region, civilstånd, ålder och kön. År 1968–2016 \| \| \| \| \| |      |  |           |      |
| Evoluția demografică în comuna Ragunda, 1970–2015 |      |  |           |      |
| An |      |  | Locuitori |      |
| 1970 | 1970 |  | 8473      | 8473 |
| 1975 | 1975 |  | 7826      | 7826 |
| 1980 | 1980 |  | 7571      | 7571 |
| 1985 | 1985 |  | 7336      | 7336 |
| 1990 | 1990 |  | 7078      | 7078 |
| 1995 | 1995 |  | 6748      | 6748 |
| 2000 | 2000 |  | 6313      | 6313 |
| 2005 | 2005 |  | 5796      | 5796 |
| 2010 | 2010 |  | 5590      | 5590 |
| 2015 | 2015 |  | 5387      | 5387 |
| Sursa: SCB - Statistika Centralbyrån, Folkmängd efter region, civilstånd, ålder och kön. År 1968–2016 |      |  |           |      |